# Funisia
Funisia is een geslacht van uitgestorven wormen dat leefde in het Neoproterozoïcum. Fossielen van de worm werden in 2005 voor het eerst ontdekt bij Ediacara door Mary Droser van de Universiteit van Californië, Riverside. Ze noemde het organisme naar haar moeder Dorothy. De fossiele wormen waren ongeveer dertig centimeter lang en leefden ongeveer 570 miljoen jaar geleden. De typesoort is Funisia dorothea.

## Voortplanting
De worm kon zich voortplanten door middel van knopvorming. Veel van de fossielen bevatten echter clusters van vijf tot vijftien wormen, een sterke aanwijzing dat Funisia dorothea ook in staat was tot geslachtelijke voortplanting. Hiermee zou de worm het tot nu toe oudst bekende dier zijn dat zich geslachtelijk voortplantte.